# Mrovska
Mrovska (cyr. Мровска) – wieś w Serbii, w okręgu maczwańskim, w gminie Vladimirci. W 2011 roku liczyła 418 mieszkańców.